# کاربید آلومینیوم
کاربید آلومینیوم (به انگلیسی: Aluminium carbide) با فرمول شیمیایی Al۴C۳ یک ترکیب شیمیایی با شناسه پاب‌کم ۱۶۶۸۵۰۵۴ است. که جرم مولی آن 143.95853 g/mol می‌باشد. 